# César Berthier

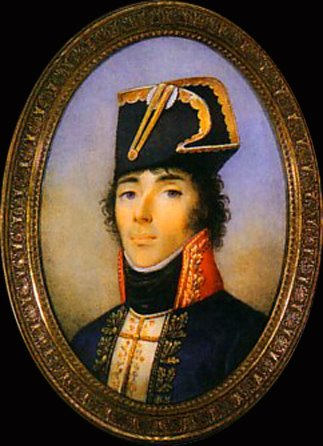
Louis Cesar Berthier: Retrato

Louis César Gabriel Berthier (9 de noviembre de 1765, Versalles-17 de agosto de 1819, Grosbois) fue un general y un conde del Imperio napoleónico.
Hijo de Jean-Baptiste Berthier y hermano de Louis-Alexandre Berthier fue jefe del estado mayor de la ciudad de París en 1803. Entre 1807 y 1809 fue gobernador de las islas Jónicas, siendo nombrado Conde del Imperio en 1810. General al mando de la división militar de Turín (1810-1811), Napoléon le encargó la misión de anexionar Valais a Francia. En 1814 se mantiene fiel a los Borbones.

## Gobernador de Corfú
Napoleón ofrece al zar Alejandro I las islas Jónicas a cambio de su apoyo. El archipiélago es finalmente cedido a Francia en 1807 tras la firma del Tratado de Tilsit. La cláusula es secreta con el fin de proteger el transporte de tropas desde el sur de Italia. De hecho, cuatro días antes de la firma del tratado, José Bonaparte, entonces rey de Nápoles, recibe la orden de atravesar el canal de Otranto.
A principios de agosto de 1807, el general Berthier desembarca en Corfú 4000 soldados italianos del 5.º regimiento de línea, el 6.º regimiento de infantería de línea francés, dos baterías de artillería, dos compañías de zapadores, provisiones y municiones desde el puerto de Tarento.
Ascendido a «Commandante de Corfú», César Berthier se instala en la Fortezza Vecchia. Napoleón había prometido que las islas Jónicas conservarían su independencia. Sin embargo, el que Berthier hiciera izar la bandera tricolor en la ciudadela fue considerado como símbolo de ocupación por la población local.
El tren de vida de Berthier termina de alienarle a la población local e incluso a la guarnición francesa, ya que se viste con ropas orientales y convierte en su amante a la esposa de un capitán italiano.